# كريستيان أندريو
كريستيان أندريو (بالفرنسية: Christian Andreu)‏ هو موسيقي وعازف قيثارة فرنسي، ولد في 15 نوفمبر 1976 في بايون في فرنسا.